# Camino al Tagliamento
Camino al Tagliamento (Cjamin dal Tiliment in friulano standard, Cjamin nella variante locale) è un comune italiano di 1 528 abitanti in Friuli-Venezia Giulia. Fa parte del club dei borghi autentici d'Italia.

## Geografia fisica

### Territorio
Il comune si estende sulla riva sinistra del fiume Tagliamento, in corrispondenza della linea delle Risorgive che taglia longitudinalmente il Medio Friuli, rendendo i l'area particolarmente ricca d'acqua sia in superficie che nelle abbondanti falde sotterranee. Oltre al fiume Tagliamento che ne delimita il confine occidentale, il comune è attraversato dal fiume Varmo, che ha le sue sorgenti nella frazione di San Vidotto, e da altre rogge e corsi d'acqua.

## Origini del nome
Il toponimo è stato creduto nel passato come derivato dal latino caminu(m) "focolare", per la presenza di numerose fornaci attive nella zona fino al XVIII secolo, oppure da una voce di origine celtica camminu(m) 'percorso, strada', per il passaggio di una strada romana per compendium che portava da Concordia ad Silanum. In realtà si tratta di un toponimo derivato dalla voce slava kàmen "sasso", "pietra", "roccia" per la presenza nelle vicinanze di terreni ghiaiosi alluvionali originati dal Tagliamento. A conferma di questa spiegazione abbiamo confronti con Camino di Buttrio, vicino al letto del Torre e con un terreno omonimo posto accanto al torrente Cormor a Zugliano (Pozzuolo del Friuli).

## Storia
Il primo documento ufficiale che comprova la presenza di Camino risale al 1186 e ne testimonia il governo da parte dell'abbazia di Sesto al Reghena per conto dei Patriarchi di Aquileia.
Attorno al 1300 il feudo passò sotto il dominio di Valvasone e successivamente dei signori di Codroipo.
Durante il Regno d'Italia venne costituito il comune, poi soppresso e aggregato a quello di Codroipo nel periodo tra il 1928  e la guerra, ritornando infine autonomo nel 1947.
Camino è particolarmente nota per la sua antica tradizione di maestri organari, riconosciuta a livello internazionale.

### Simboli

Gonfalone civico

Lo stemma e il gonfalone sono stati concessi con decreto del presidente della Repubblica del 16 febbraio 1960.
Lo stemma raffigura, in campo di cielo, un tetto con tegole rosse con un camino fumante d'argento. Il camino è caricato di uno scudetto d'argento, appeso a un chiodo e posto in banda, che rappresenta un lupo rapace di nero.
Il gonfalone è un drappo palato di rosso, di bianco, di azzurro, di bianco, di azzurro, di bianco, di rosso.
La bandiera comunale è costituita da un drappo fasciato di sette, di bianco, di azzurro, di rosso, di bianco, di azzurro, di rosso e di bianco, la seconda, la quarta e la sesta fascia più corte, caricato dello stemma comunale all'asta.

## Monumenti e luoghi d'interesse
L'edificio di più antica origine è la chiesa matrice di S. Maria di Pieve di Rosa, già nominata nel XIII secolo, l'attuale costruzione risale alla metà del XV secolo. Delle pale d'altare, quella raffigurante la Trinità con le Anime purganti ed il ritratto del pievano Flagotti (cui si devono le più importanti modifiche dell'edificio) va attribuita a Pietro Petrei, pittore e parroco di Moruzzo (1684), mentre l'altra con S. Antonio con Gesù Bambino e S. Rosa è opera prima del venzonese Lucilio Candido (1676). Ad un altro venzonese, Francesco Zamolo, spettano gli affreschi con Evangelisti (1719), che riflettono a un tempo motivi tratti dal Ludovico Dorigny e dal Quaglio, nel coro della piccola Chiesa di Gorizzo.
La chiesa arcipretale di Ognissanti nel capoluogo di Camino. 

Opere del Cinquecento nella chiesetta di Straccis (Madonna con Bambino, scultura lignea di Bartolomeo dall'Occhio, 1506), nella chiesetta di Glaunicco (trittico in pietra di Carlo da Carona, ca. 1530), nella parrocchiale di Bugnins (pala d'altare raffigurante la Madonna con Bambino e i santi Pietro e Lorenzo di Pomponio Amalteo, ca. 1532) e nella parrocchiale di San Vidotto (tela raffigurante la Madonna con Bambino e santi attribuita a Giuseppe Moretto di S. Vito, fine secolo XVI). Nella stessa chiesa si trova anche l'altare maggiore, realizzato da Giuseppe Mattiussi intorno al 1784, slanciato e con cimasa rococò riccamente decorata con volute e figure di Santi: presenta nella mensa un bel bassorilievo raffigurante la Cena di Emmaus.
Le statue dei Ss. Vito e Modesto, in legno laccato di bianco, sono dovute allo scultore pordenonese Antonio Marsure, 1844.
Da ultimo, una statua lignea dipinta e dorata, raffigurante sant'Antonio abate, del secolo XV: per gusto e proporzione si eleva di gran lunga sulla maggior parte della produzione friulana tardo gotica.
Il Borc dai Siôrs, nucleo edilizio che si sviluppa lungo via Tagliamento, costituito da edifici nobiliari sobri ed eleganti, con i relativi annessi rustici, quali:
- Villa Savorgnan-Minciotti (XVI sec.)
- Villa Giavedoni (XIX sec.)
- Villa Stroili (XIX sec.)

- Mulino di Glaunicco, goliardico scenario citato da Ippolito Nievo nella novella Il Varmo. L'opificio continuò a macinare fino al 1967, e nel 1961 all'interno del Mulino vennero girate alcune scene del film Gli ultimi di David Maria Turoldo. Nel 1968 il Mulino subì un incendio, riportando gravi danneggiamenti, per poi essere recuperato e adattato a struttura ristorativa.

- Villa Colloredo-Mels (oggi villa Mainardi) nella frazione di Gorizzo. Risalente al secolo XVI, di proprietà della nobile casata friulana dei Colloredo. Fu luogo di ritiro poetico di Ermes di Colloredo, che qui morì il 21 settembre 1692, e successivamente di Ippolito Nievo. Nel 2012 la villa fu scelta da Giuseppe Tornatore come set del film La migliore offerta.

Altri palazzi signorili: il seicentesco Palazzo Luccardi nel borgo di Straccis.

## Società

### Evoluzione demografica
Abitanti censiti

### Lingue e dialetti
A Camino al Tagliamento, accanto alla lingua italiana, la popolazione utilizza la lingua friulana. Ai sensi della Deliberazione n. 2680 del 3 agosto 2001 della Giunta della Regione Autonoma Friuli-Venezia Giulia, il Comune è inserito nell'ambito territoriale di tutela della lingua friulana ai fini della applicazione della legge 482/99, della legge regionale 15/96 e della legge regionale 29/2007.
La lingua friulana che si parla a Camino al Tagliamento rientra fra le varianti appartenenti al friulano centro-orientale.

## Cultura

### Eventi
L'ultima settimana di maggio e la prima settimana di giugno si svolge la tradizionale Fiera del Toro e del Vino, che culmina nella sua ultima giornata con la cuccagna orizzontale sul fiume Varmo. La ricorrenza, oltre che costituire una rassegna dei migliori prodotti locali, è caratterizzata da una serie di eventi culturali che accompagnano il calendario della manifestazione.

## Amministrazione
| Periodo        | Periodo        | Primo cittadino  | Partito      | Carica  | Note |
| -------------- | -------------- | ---------------- | ------------ | ------- | ---- |
| 1965           | 1980           | Luigi Gregoris   |              | Sindaco |      |
| 1980           | 1985           | Livio Trevisan   |              | Sindaco |      |
| 1985           | 1993           | Primo Marinig    |              | Sindaco |      |
| 1993           | 8 giugno 2009  | Emilio Gregoris  | Lista Civica | Sindaco |      |
| 8 giugno 2009  | 26 maggio 2014 | Beniamino Frappa | Lista Civica | Sindaco |      |
| 26 maggio 2014 | in carica      | Nicola Locatelli | Lista Civica | Sindaco |      |

## Sport

### Calcio
La squadra di calcio della città è l'A.S.D. Camino, fondata nel 1929. I suoi colori sociali sono il giallo e il rosso e adotta come proprio simbolo il lupo rampante (raffigurato nello stemma del comune). Le partite casalinghe vengono disputate a Camino al Tagliamento presso il campo sportivo comunale "Primo Marinig". Attualmente (campionato 2024/25) milita nel girone A friulano di Seconda Categoria.